# ويليام إس. سادلر
ويليام إس. سادلر (بالإنجليزية: William S. Sadler)‏ هو طبيب نفسي وجراح وعالم نفس أمريكي، ولد في 24 يونيو 1875 في سبنسر في الولايات المتحدة، وتوفي في 26 أبريل 1969 في شيكاغو في الولايات المتحدة.